# Базол
Базол (фр. Bazolles) насеље је и општина у источном делу централне Француске у региону Бургоња, у департману Нијевр која припада префектури Шато Шенон (град).
По подацима из 2011. године у општини је живело 286 становника, а густина насељености је износила 10,01 становника/km². Општина се простире на површини од 28,57 km². Налази се на средњој надморској висини од 268 метара (максималној 302 m, а минималној 245 m).

## Демографија
| 1962. | 1968. | 1975. | 1982. | 1990. | 1999. | 2011. |
| ----- | ----- | ----- | ----- | ----- | ----- | ----- |
| 427   | 440   | 325   | 320   | 260   | 265   | 286   |

График промене броја становника у току последњих година